# Joachim Sperling
Joachim Sperling (* 27. Dezember 1891 in Quedlinburg; † 6. September 1975 in Hildesheim) war ein deutscher Generalleutnant der Luftwaffe im Zweiten Weltkrieg.

## Leben
Joachim Sperling trat am 21. September 1912 als Fahnenjunker in das Brandenburgische Train-Bataillon Nr. 3 der Preußischen Armee in Spandau ein und wurde am 22. März 1914 mit RDA vom 23. März 1912 zum Leutnant befördert. Während des Ersten Weltkriegs war er für 24 Monate in einer medizinischen Kompanie tätig. Es folgte für acht Monate seine Verwendung in einer Munitionskolonne und anschließend für vier Monate als Beobachter. Am 20. Mai 1917 wurde er Oberleutnant und für sein Wirken während des Krieges mit beiden Klassen des Eisernen Kreuzes, dem Verwundetenabzeichen in Weiß sowie dem Friedrich-August-Kreuz II. Klasse ausgezeichnet.
Nach dem Krieg wurde er in die Reichswehr übernommen. Von Oktober 1919 bis Ende September 1920 war er Zugführer in der Fahrabteilung 8 und kam dann anschließend zur 3. (Preußische) Fahr-Abteilung nach Berlin-Lankwitz. Ab 1. Oktober 1924 war er zum Stab der 3. Division kommandiert und wurde am 1. Februar 1925 Rittmeister. Am 1. Oktober 1926 erfolgte seine Versetzung als Chef der 3. Eskadron in der 5. Fahr-Abteilung nach Kassel. Zum 30. September 1929 schied Sperling offiziell aus dem Militärdienst, um anschließend an den Fliegerschulungen im russischen Lipezk teilzunehmen.
Zum 1. Mai 1931 wurde Sperling wieder „offiziell“ in die Reichswehr aufgenommen und befand sich bis zum 30. September 1934 beim Stab des 2. (Preußisches) Artillerie-Regiments in Schwerin. Zwischenzeitlich erfolgte am 1. April 1934 seine Beförderung zum Major. Mit diesem Dienstgrad trat er zum 1. Oktober 1934 zur noch im Geheimen operierenden Luftwaffe über und war als Kommandeur des Fliegerhorstes Hildesheim mit der angeschlossenen Aufklärungsfliegerschule Hildesheim tätig, welche vormals als „Fliegerschule der Deutschen Luftfahrt GmbH“ getarnt war. Am 1. März 1936 wurde er Oberstleutnant und am 1. Juni 1938 Oberst. Im Oktober 1938 übernahm er die Aufklärungsgruppe 12 und wurde am 26. August 1939 Kommandeur der Luftwaffe (Koluft) im AOK 1.
Diese Stellung hatte Sperling über den Beginn des Zweiten Weltkriegs bis zum 15. Dezember 1939 innb. Anschließend stand er zur Verfügung des Generals der Luftwaffe im OKH in die Führerreserve. Am 5. Januar 1940 wurde er in die Inspektion des Erziehungs- und Bildungswesens der Luftwaffe (L In 10) in das Reichsluftfahrtministerium kommandiert, wurde Mitte Februar 1940 Kommandeur des Flieger-Ausbildungs-Regiments 62 (Quedlinburg) und später Kommandeur des Fliegerhorstes Quedlinburg. Bereits Anfang November 1940 wurde er als Offizier z. b. V. in das Reichsluftfahrtministerium versetzt, aber Mitte des gleichen Monats Flughafen-Bereichs-Kommandant 2/XII (Koflug) in St. Omer, später Neuhausen. Am 1. April 1941 wurde er zum Generalmajor befördert. Im gleichen Jahr wurde er mit der Einrichtung Koflug 21/XI und Anfang 1942 Koflug 3/I.
Sperling war vom 22. April 1942, ab 1. April 1944 Generalleutnant, bis 6. Juli 1944 Wehrmachtskommandant von Minsk. Anschließend war er für drei Monate in der Führerreserve des OKL und wurde am 6. Oktober 1944 General z. b. V. im Luftgaukommando VI in Münster. Es folgte ab 28. November 1944 seine Verwendung in der Flieger-Ersatz-Division in Braunschweig. Mit der Bedingungslosen Kapitulation der Wehrmacht geriet Sperling am 8. Mai 1945 in Kriegsgefangenschaft, befand sich in der Folgezeit u. a. im Island Farm Camp und wurde am 2. April 1948 entlassen.